# رافائل داکوینو
رافائل داکوینو (انگلیسی: Raffaele D'Aquino؛ زادهٔ ۲۳ نوامبر ۱۹۰۳) بازیکن فوتبال اهل ایتالیا است.
از باشگاه‌هایی که در آن بازی کرده‌است می‌توان به باشگاه فوتبال آ.اس. رم، باشگاه فوتبال نووارا، و باشگاه فوتبال پیزا اشاره کرد.